# Supercopa de Italia 1996
La Supercopa de Italia 1996 fue la 9ª edición de la Supercopa de Italia, que enfrentó al ganador de la Serie A 1995-96 el A.C. Milan contra el campeón de la Copa Italia 1995-96, la ACF Fiorentina. El partido se disputó el 25 de agosto de 1996 en el Estadio Giuseppe Meazza en Milán.
La Fiorentina ganó el partido, con un resultado final de 2-1, ganando la copa por su primera vez. Fue también la primera vez que el equipo ganador de la Copa ganó el trofeo, ya que siempre había sido el campeón de Liga quien se había llevado el título.

## Equipos participantes
| A.C. Milan     |  |  |  | Campeón de la Serie A 1995-96     |
| ACF Fiorentina |  |  |  | Campeón de la Copa Italia 1995-96 |

## Ficha del Partido
| 1          | POR        | Sebastiano Rossi      |     |
| 14         | DEF        | Michael Reiziger      |     |
| 11         | DEF        | Alessandro Costacurta |     |
| 6          | DEF        | Franco Baresi         |     |
| 3          | DEF        | Paolo Maldini         |     |
| 10         | MED        | Dejan Savićević       | 66' |
| 8          | MED        | Marcel Desailly       |     |
| 4          | MED        | Demetrio Albertini    | 76' |
| 20         | MED        | Zvonimir Boban        |     |
| 9          | DEL        | George Weah           |     |
| 23         | DEL        | Marco Simone          |     |
| Entrenador | Entrenador | Óscar Tabárez         |     |

| 1          | POR        | Francesco Toldo     |     |
| 2          | DEF        | Daniele Carnasciali |     |
| 6          | DEF        | Aldo Firicano       |     |
| 5          | DEF        | Lorenzo Amoruso     |     |
| 16         | DEF        | Giulio Falcone      |     |
| 7          | MED        | Stefan Schwarz      |     |
| 4          | MED        | Giovanni Piacentini |     |
| 14         | MED        | Sandro Cois         | 90' |
| 10         | MED        | Manuel Rui Costa    | 81' |
| 11         | DEL        | Luis Oliveira       | 87' |
| 9          | DEL        | Gabriel Batistuta   |     |
| Entrenador | Entrenador | Claudio Ranieri     |     |

| 22 | MED | Edgar Davids   | 66' |
| 24 | MED | Stefano Eranio | 76' |

| 23 | DEL | Anselmo Robbiati  | 81' |
| 20 | MED | Emiliano Bigica   | 87' |
| 4  | DEF | Vittorio Pusceddu | 90' |

| Anotado | 22' | Dejan Savićević | 1–1 |

| Anotado | 12' | Gabriel Batistuta | 0-1 |
| Anotado | 83' | Gabriel Batistuta | 1-2 |

| Árbitro             | Fiorenzo Treossi |
| Árbitros asistentes |                  |
|                     |                  |
| Cuarto Árbitro      |                  |

| 1          | POR        | Sebastiano Rossi      |     |
| 14         | DEF        | Michael Reiziger      |     |
| 11         | DEF        | Alessandro Costacurta |     |
| 6          | DEF        | Franco Baresi         |     |
| 3          | DEF        | Paolo Maldini         |     |
| 10         | MED        | Dejan Savićević       | 66' |
| 8          | MED        | Marcel Desailly       |     |
| 4          | MED        | Demetrio Albertini    | 76' |
| 20         | MED        | Zvonimir Boban        |     |
| 9          | DEL        | George Weah           |     |
| 23         | DEL        | Marco Simone          |     |
| Entrenador | Entrenador | Óscar Tabárez         |     |

| 1          | POR        | Francesco Toldo     |     |
| 2          | DEF        | Daniele Carnasciali |     |
| 6          | DEF        | Aldo Firicano       |     |
| 5          | DEF        | Lorenzo Amoruso     |     |
| 16         | DEF        | Giulio Falcone      |     |
| 7          | MED        | Stefan Schwarz      |     |
| 4          | MED        | Giovanni Piacentini |     |
| 14         | MED        | Sandro Cois         | 90' |
| 10         | MED        | Manuel Rui Costa    | 81' |
| 11         | DEL        | Luis Oliveira       | 87' |
| 9          | DEL        | Gabriel Batistuta   |     |
| Entrenador | Entrenador | Claudio Ranieri     |     |

| 22 | MED | Edgar Davids   | 66' |
| 24 | MED | Stefano Eranio | 76' |

| 23 | DEL | Anselmo Robbiati  | 81' |
| 20 | MED | Emiliano Bigica   | 87' |
| 4  | DEF | Vittorio Pusceddu | 90' |

| Anotado | 22' | Dejan Savićević | 1–1 |

| Anotado | 12' | Gabriel Batistuta | 0-1 |
| Anotado | 83' | Gabriel Batistuta | 1-2 |

| Árbitro             | Fiorenzo Treossi |
| Árbitros asistentes |                  |
|                     |                  |
| Cuarto Árbitro      |                  |

| Supercopa de Italia          |
|                              |
| Campeón Fiorentina 1º título |